# Songs of the West
Songs of the West è un album di raccolta della cantante statunitense Emmylou Harris, pubblicato nel 1994.

## Tracce
1. I'll Be Your San Antone Rose – 3:43 (Susanna Clark)
2. Even Cowgirls Get the Blues – 3:56 (Rodney Crowell)
3. Amarillo – 3:05 (Emmylou Harris, Rodney Crowell)
4. The Sweetheart of the Rodeo – 3:42 (Emmylou Harris, Paul Kennerley)
5. Queen of the Silver Dollar – 5:14 (Shel Silverstein)
6. One Paper Kid (with Willie Nelson) – 2:58 (Walter Martin Cowart)
7. Rose of Cimarron – 4:18 (Rusty Young)
8. Spanish Is a Loving Tongue (with Fayssoux Starling) – 3:20
9. Cattle Call – 2:52 (Tex Owens)
10. Montana Cowgirl – 2:45 (Ray Park)